# Bina Raga
Bina Raga is een bestuurslaag in het regentschap Labuhan Batu van de provincie Noord-Sumatra, Indonesië. Bina Raga telt 6907 inwoners (volkstelling 2010).